# Bramine Hubrecht

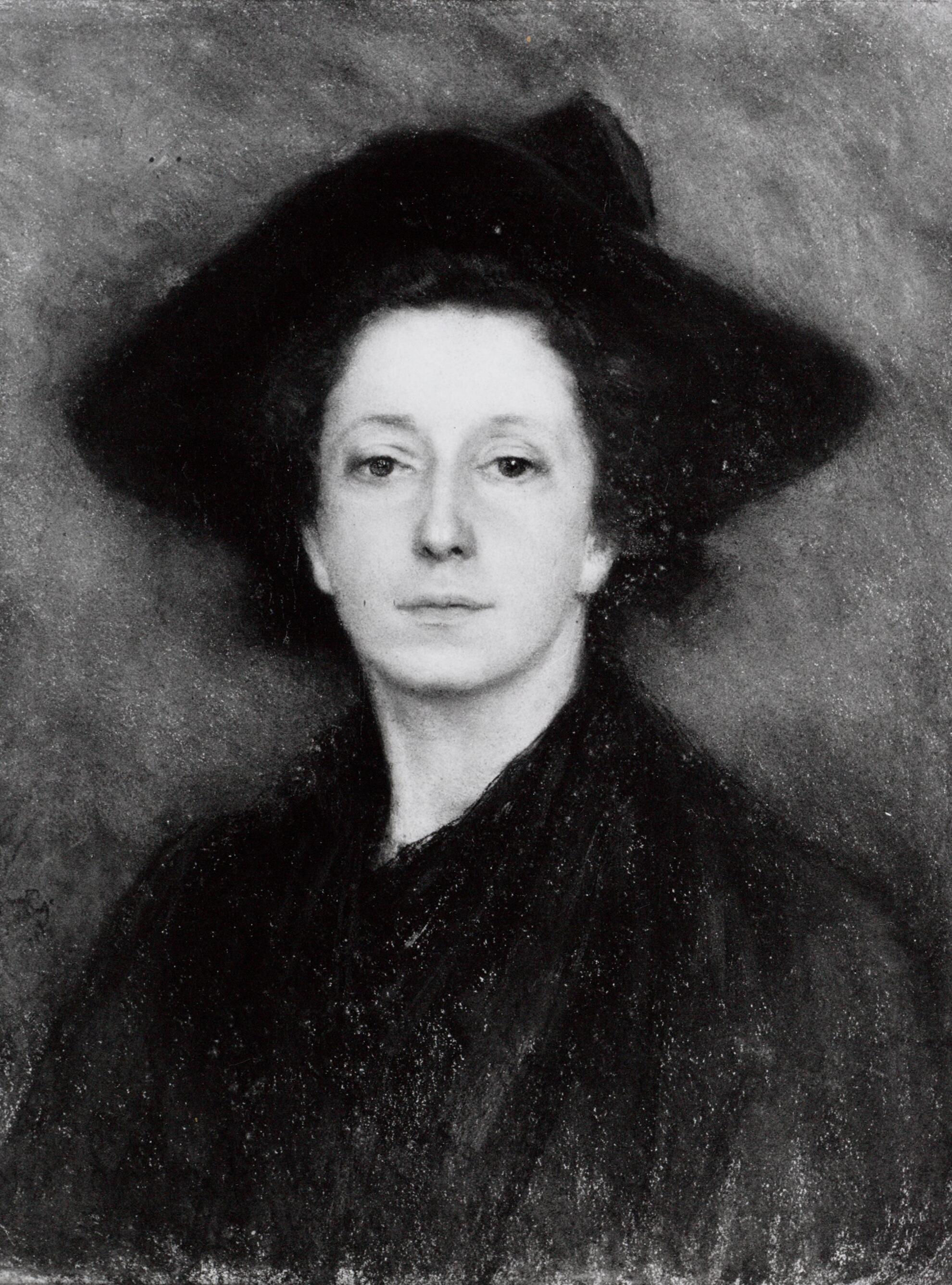
Selbstporträt Bramine Hubrecht, 1912

Abrahamina (Bramine) Arnolda Louise Hubrecht (* 21. Juli 1855 in Rotterdam; † 5. November 1913 in Holmbury St. Mary, Grafschaft Surrey) war eine niederländische Malerin, Aquarellistin, Zeichnerin, Grafikerin, Illustratorin und Radiererin.

## Leben
Bramine Hubrecht wuchs als Tochter des Generalsekretärs des Departements des Innern Paul François Hubrecht (1829–1902) und Maria Pruijs van der Hoeven (1824–1901) gemeinsam mit ihrem älteren Bruder Ambrosius Arnold Willem Hubrecht (1853–1915) und der sehr viel jüngeren Schwester Maria (* 1865) in Rotterdam auf. Sie besuchte von 1874 bis 1878 die Koninklijke Academie van Beeldende Kunsten in Den Haag und studierte von 1878 bis 1879 an der Rijksakademie van beeldende kunsten Amsterdam bei August Allebé.
In den folgenden Jahren beteiligte sie sich an zahlreichen Ausstellungen im In- und Ausland und war in verschiedenen Künstlervereinigungen aktiv. Ab 1880 lebte sie in Den Haag, wo sie am 4. Oktober 1888 den Physiologen und Ophthalmologen Frans Cornelis Donders (1818–1889) heiratete. Nach dem Tod ihres ersten Mannes im darauffolgenden Jahr ging sie 1892 mit Alphonse Marie Antoine Joseph Grandmont (1837–1909) eine zweite Ehe ein. Wie viele wohlhabende Europäer verbrachte das Paar die Winter in Taormina auf Sizilien. Sie wohnten ab 1903 in Doorn (heute Utrechtse Heuvelrug) im „Witte huis“, einem großen langgestreckten Gebäude in einer parkartigen Landschaft. 1904 unternahm Bramina Hubrecht Studienreisen nach Sizilien und England.
Bramina Hubrecht starb im November 1913 in Holmbury St. Mary, Grafschaft Surrey.

## Künstlerisches Wirken
Ab 1886 war Bramina Hubrecht Mitglied der Künstlervereinigung Arti et Amicitiae in Amsterdam und ab 1908 der Hollandsche Teekenmaatschappij in Den Haag. Außerdem war sie Mitglied des Pulchri Studio in Den Haag.
Zu Bramina Hubrechts Motiven zählten bäuerliche Interieurs, italienische Landschaftsansichten und genrehafte Schilderungen des Lebens auf Sizilien sowie Stillleben, Figurenstudien, Selbstbildnisse und Porträts, vor allem von Kindern. Sie arbeitete in Öl, Pastell und Aquarell in lockerem Pinselduktus. Daneben illustrierte sie Kinderbücher mit Radierungen. Sie zeichnete und malte in Öl auch Bilder ihrer Familie, wie etwa ihren Vater, Bruder und ihre beiden Ehemänner. Ein für das Rijksmuseum Amsterdam bestimmte Porträt von Frans Cornelis Donders wurde bei der Ausstellung in München mit einer Goldmedaille ausgezeichnet. Bramine Hubrecht malte außerdem Porträts Donders für die Universität Utrecht und die angeschlossene Augenklinik.
Weitere Werke von ihr befinden sich unter anderem im Rijksmuseum Amsterdam und dem Literatuurmuseum in Den Haag.

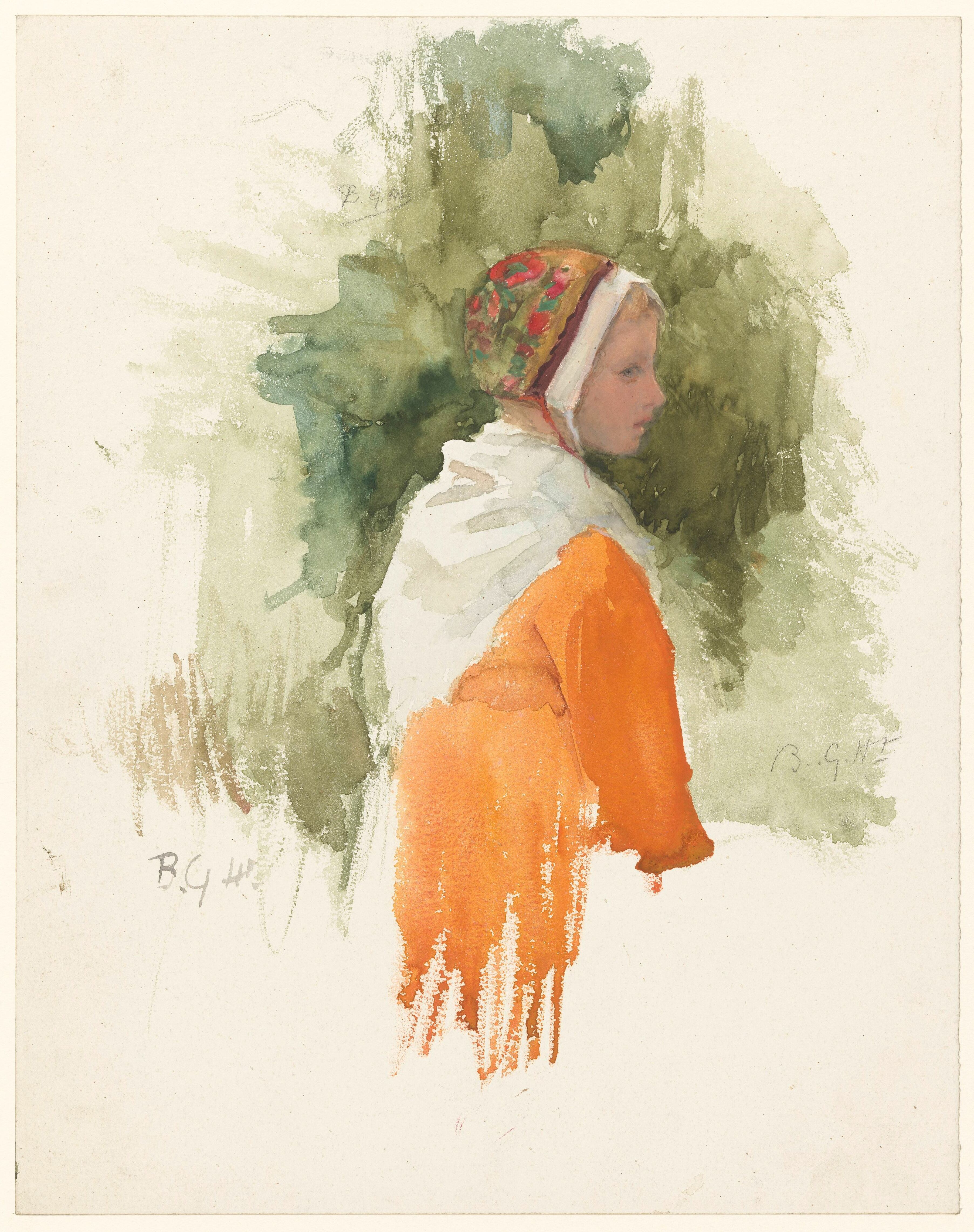
Meisje met kapje en oranje jurk
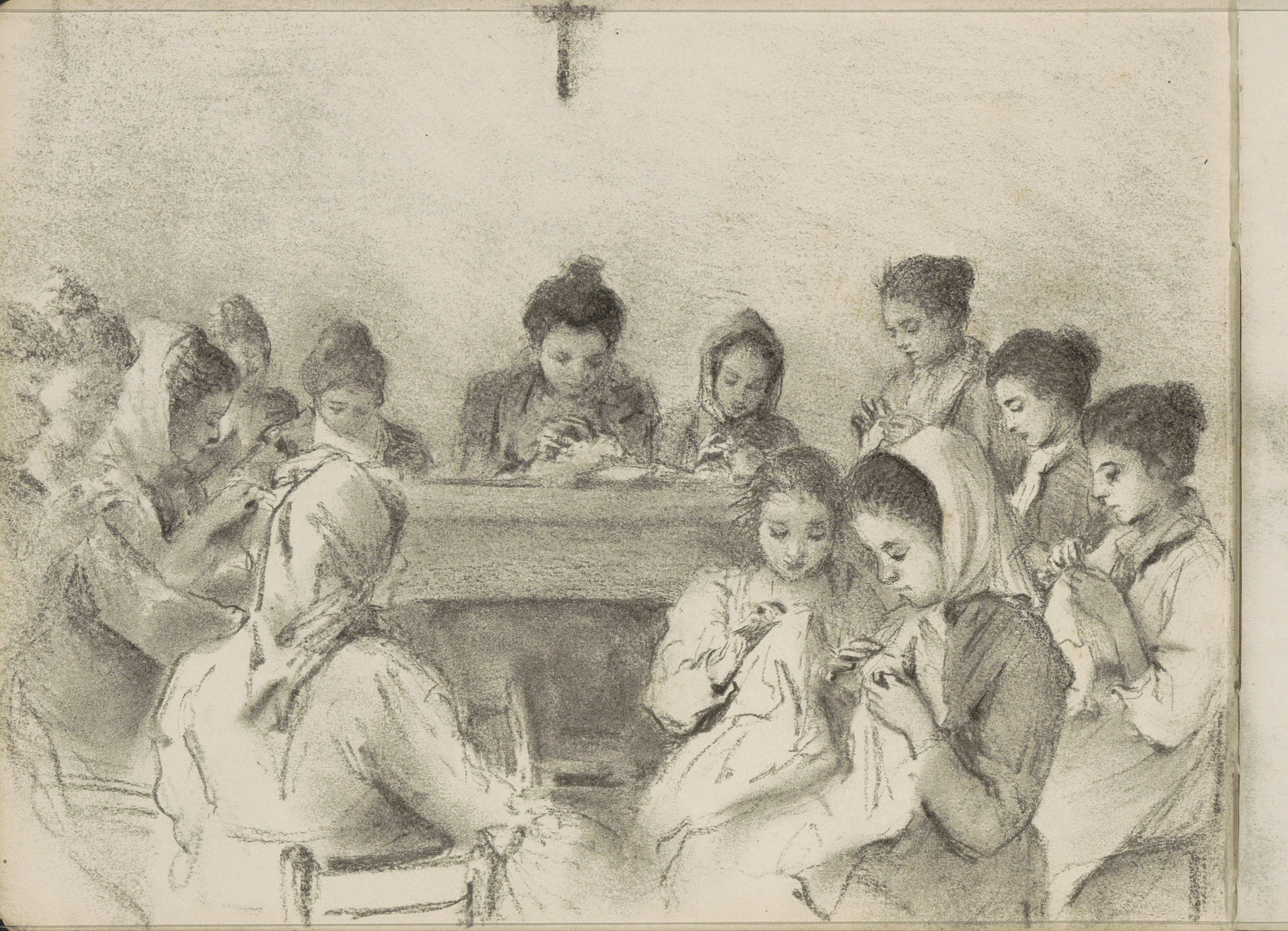
Groep handwerkende meisjes
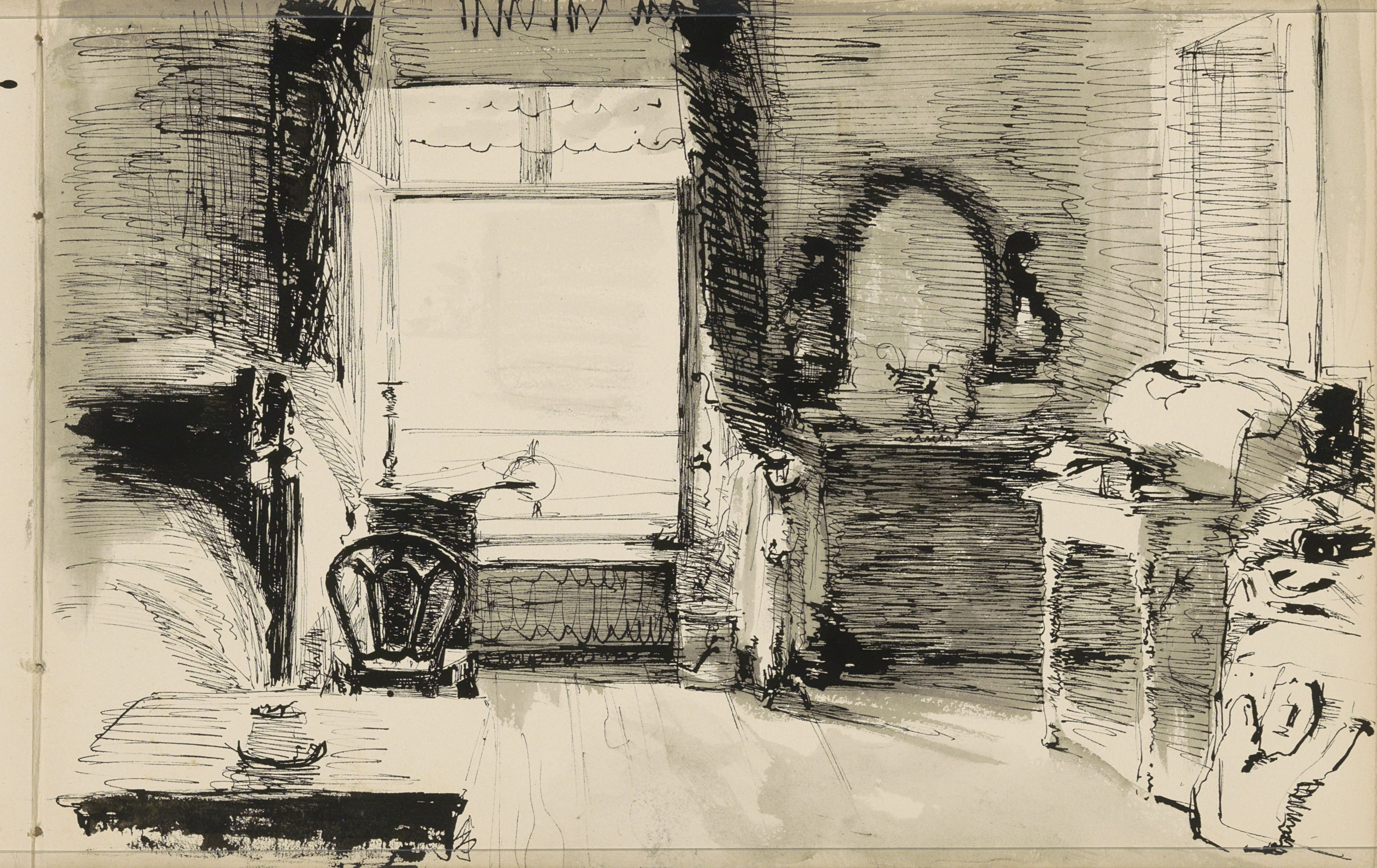
Interieur van een slaapkamer
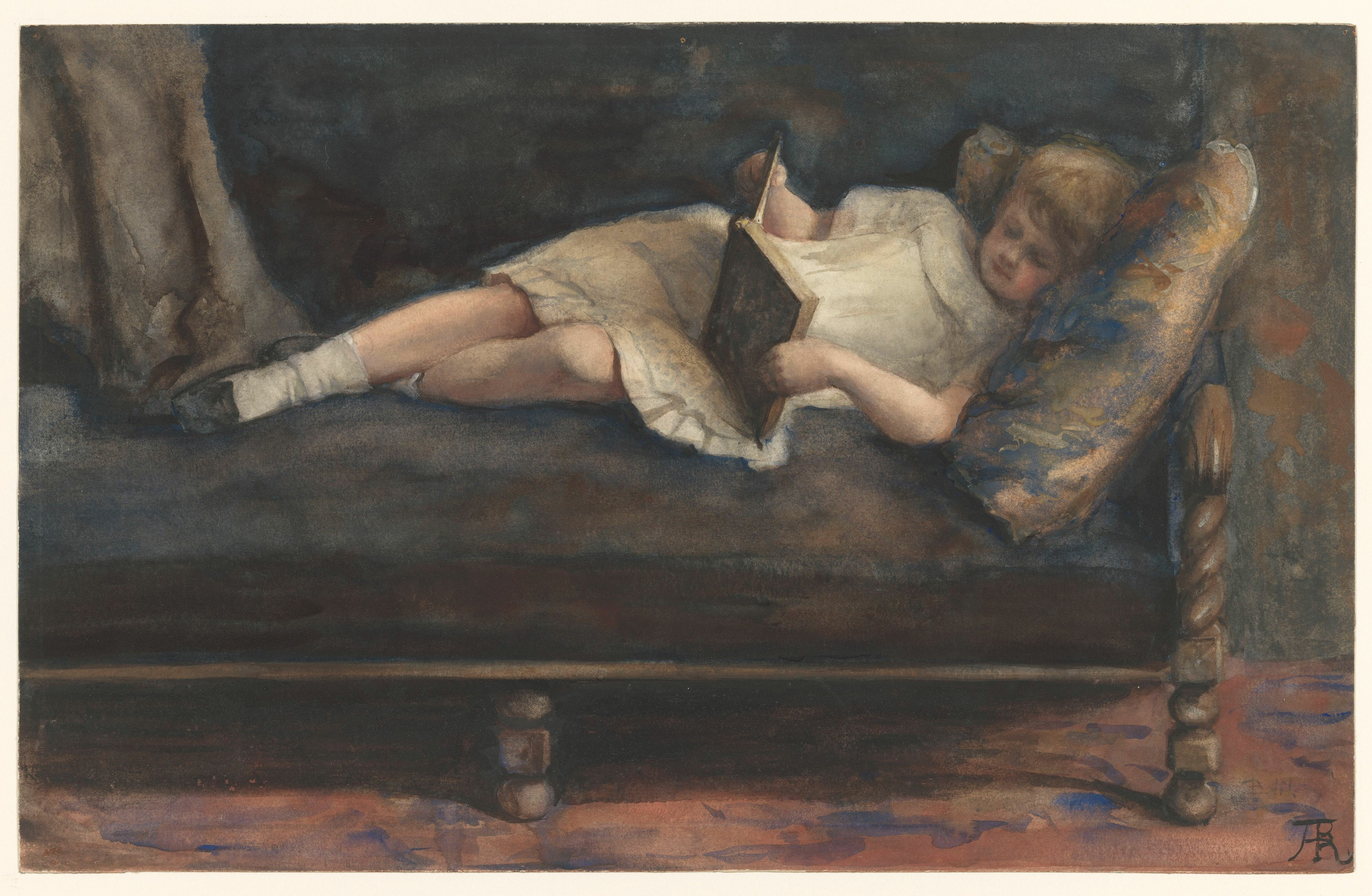
Lezend meisje, liggend op een bank
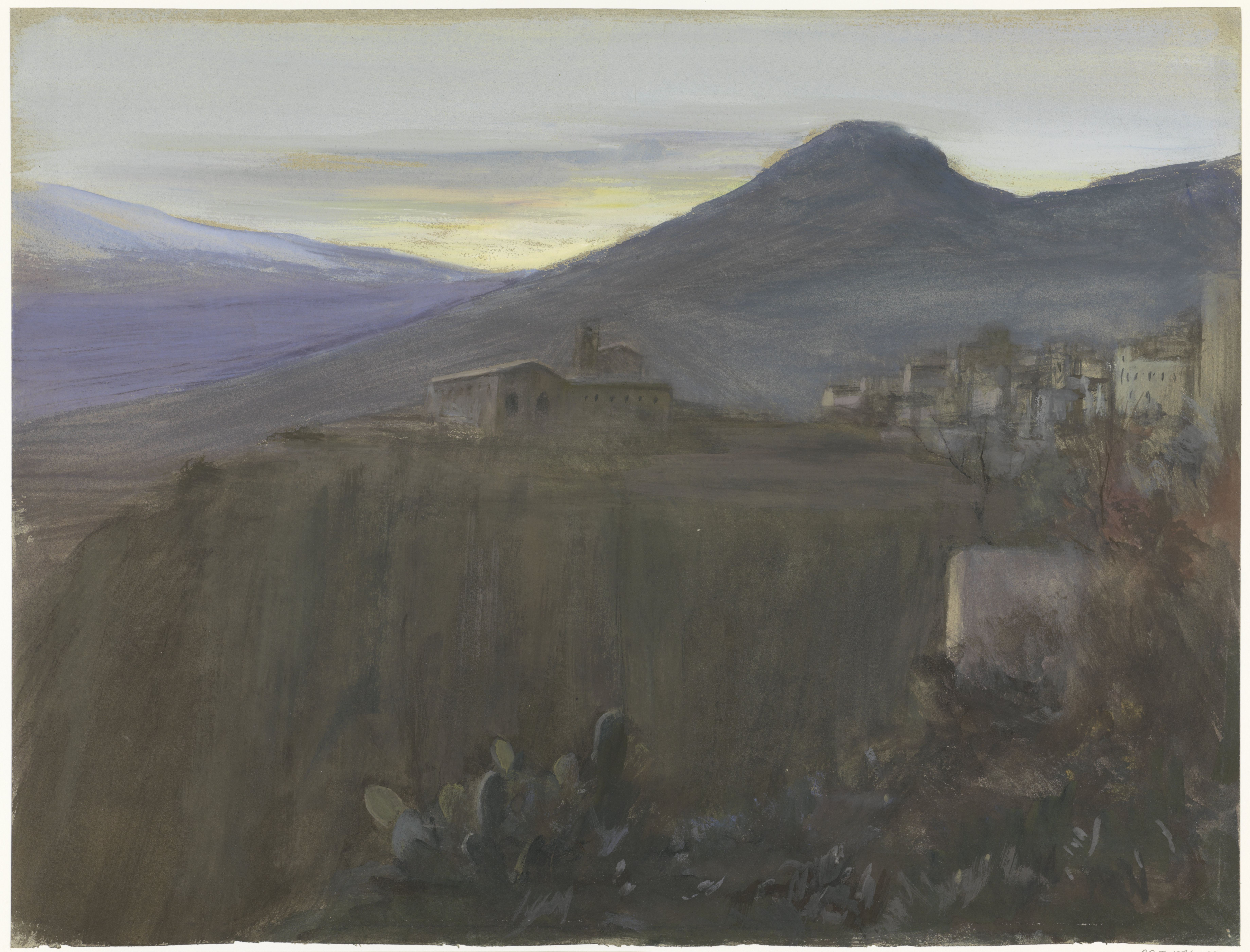
Berglandschap te Taormina, Sicilië, Italië

Familienbilder von Bramine Hubrecht
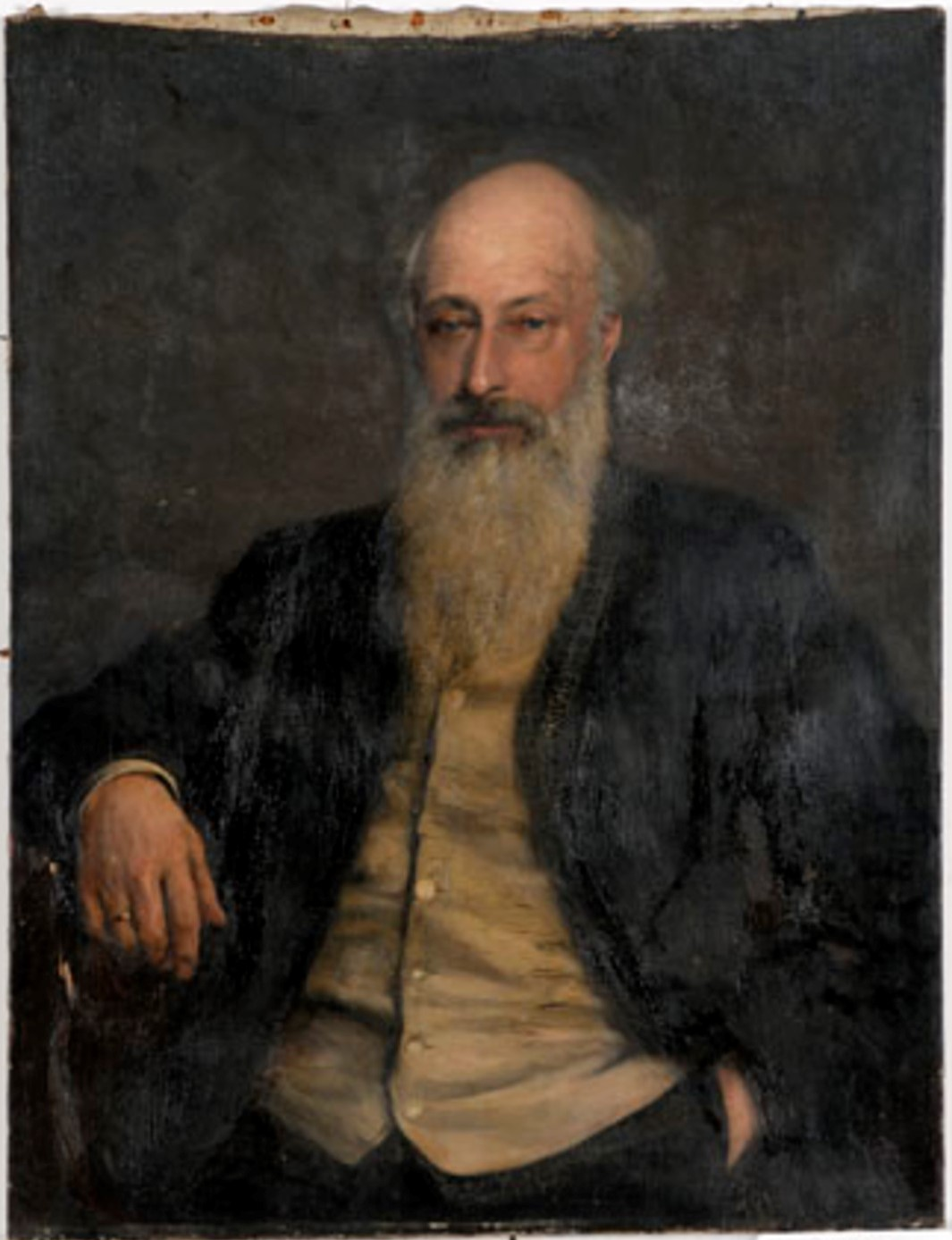
Paul François Hubrecht, zwischen 1875 und 1900
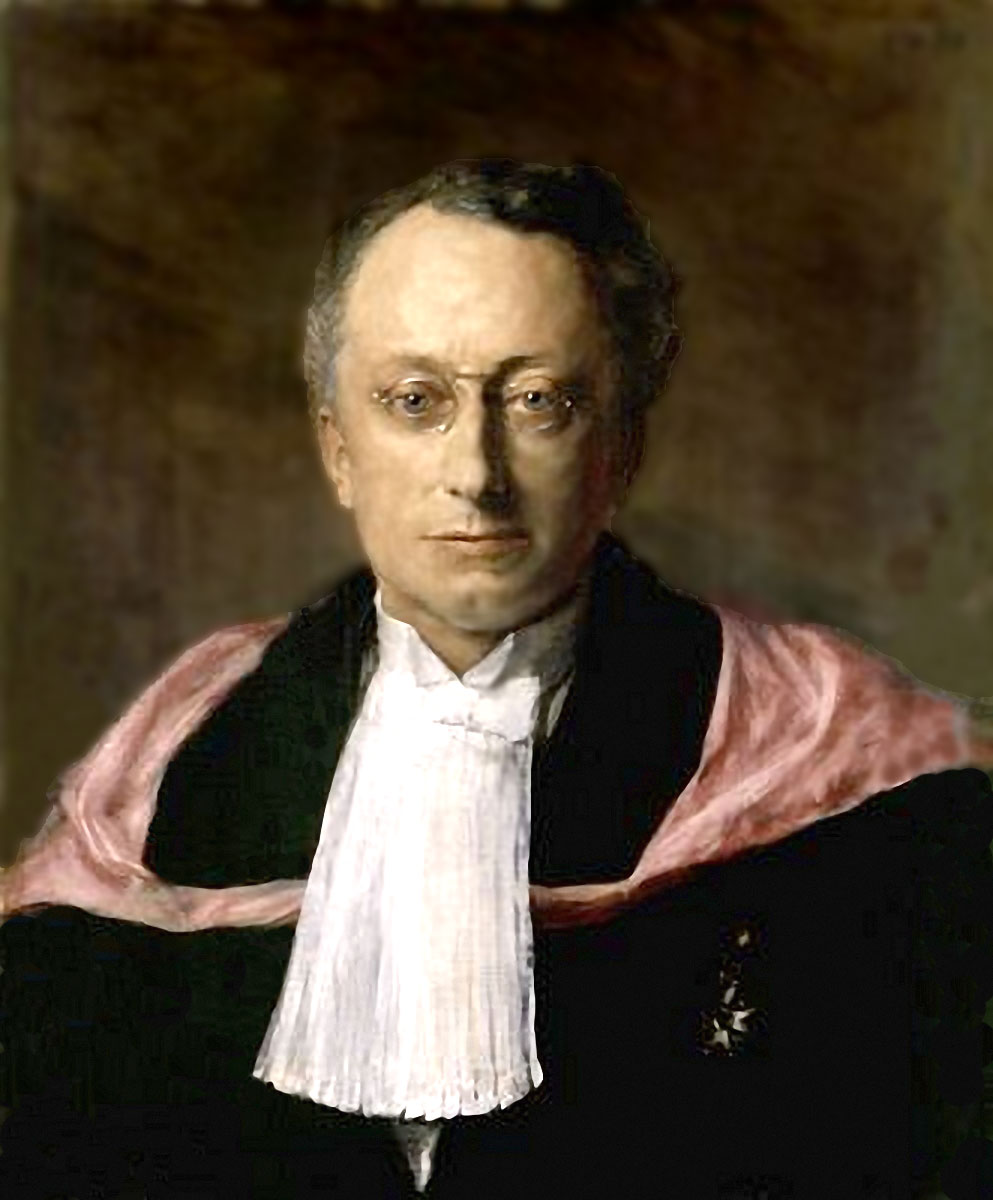
Ambrosius Arnold Willem Hubrecht, 1903
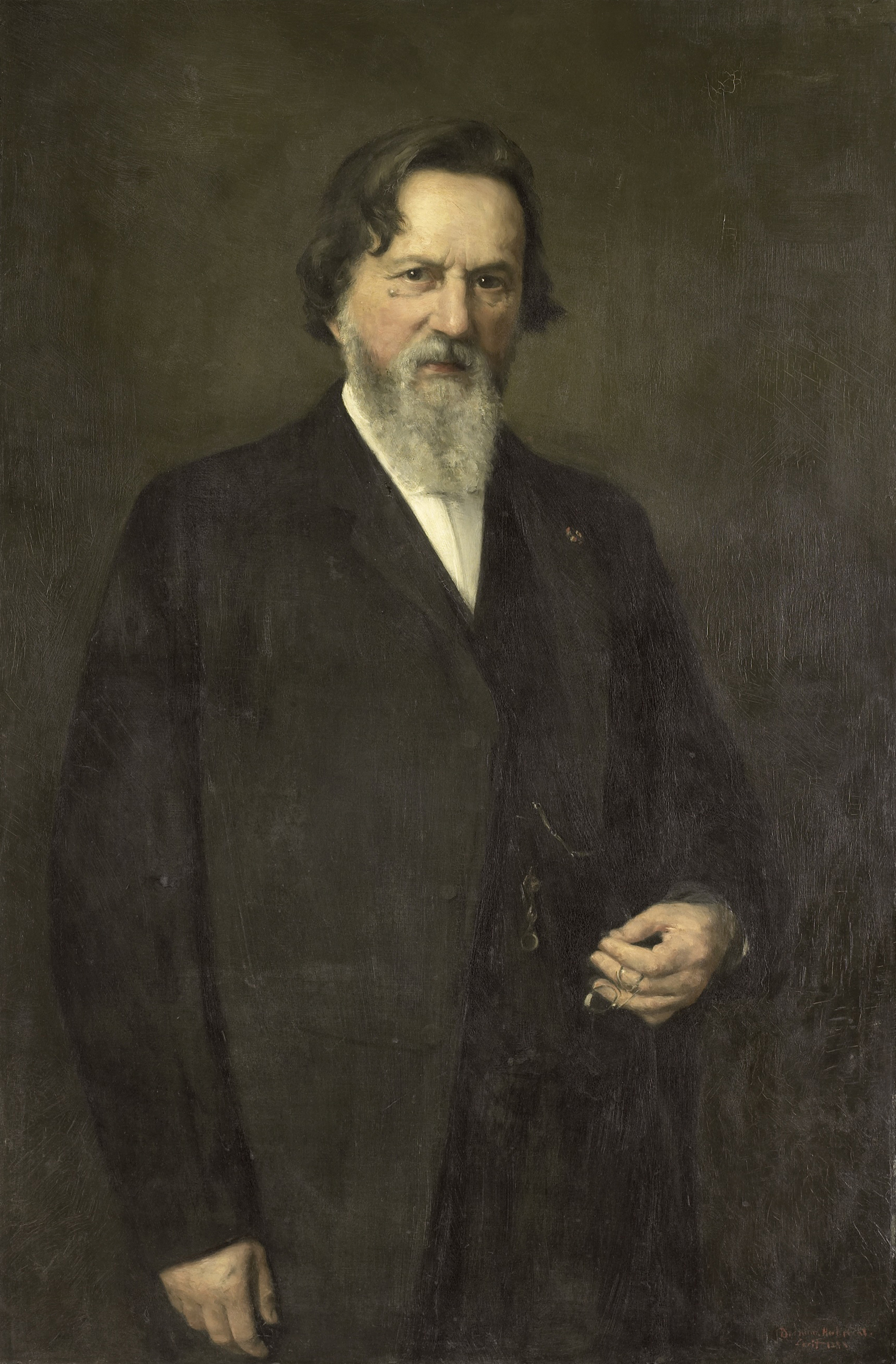
Frans Cornelis Donders, 1888
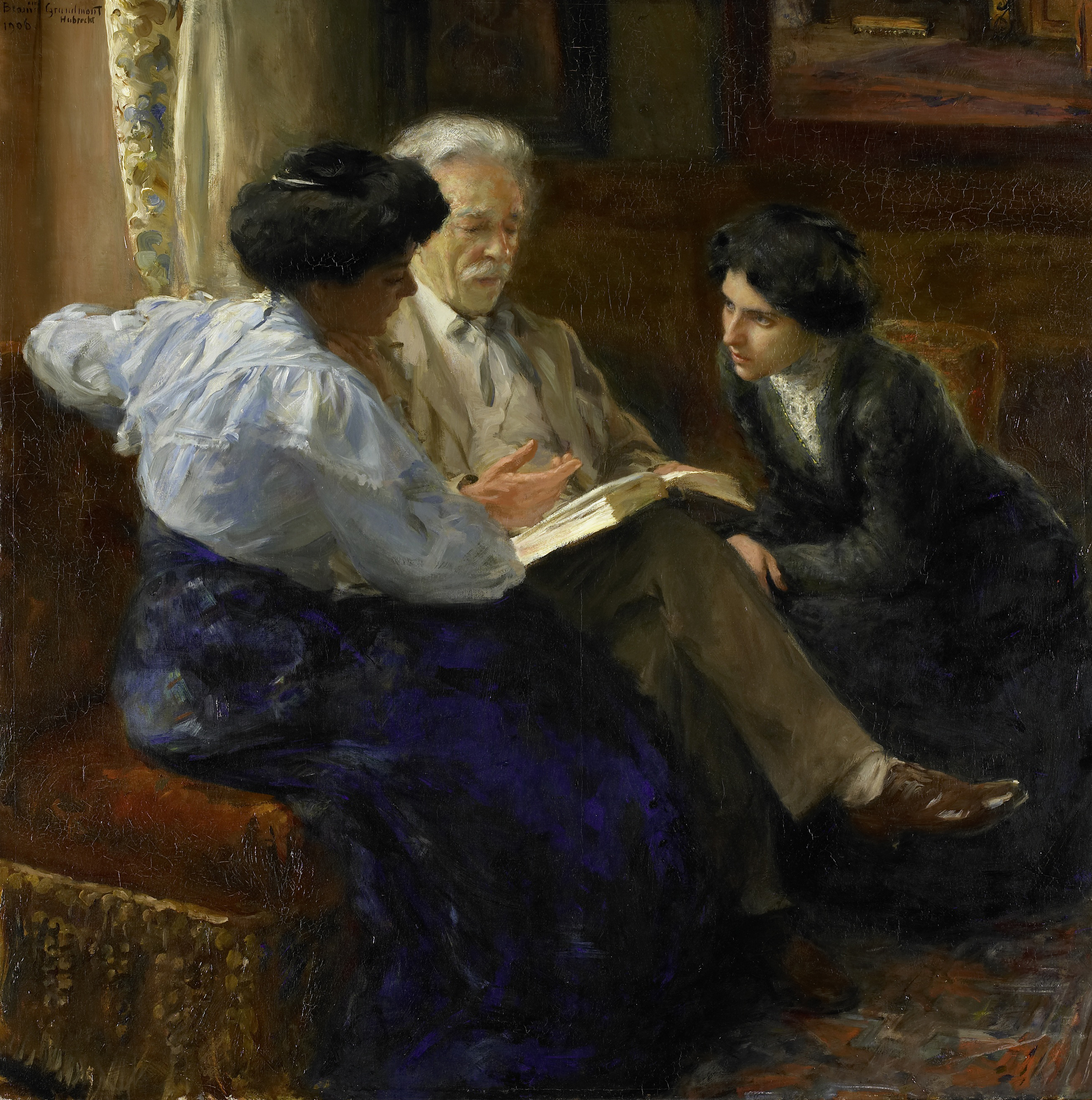
Alphons Grandmont, zwischen 1900 und 1909
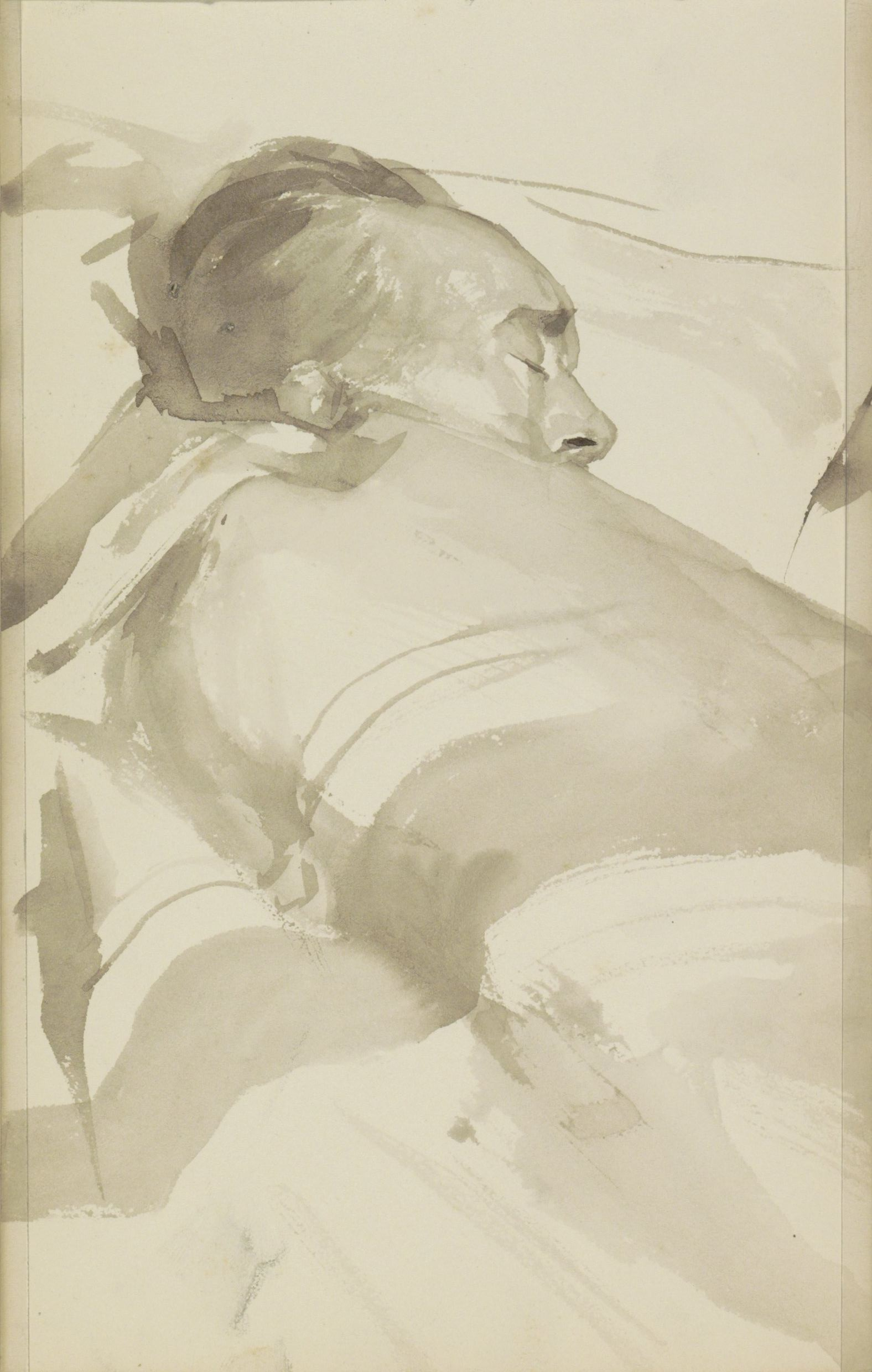
Alphon Grandmont, schlafend im Bett
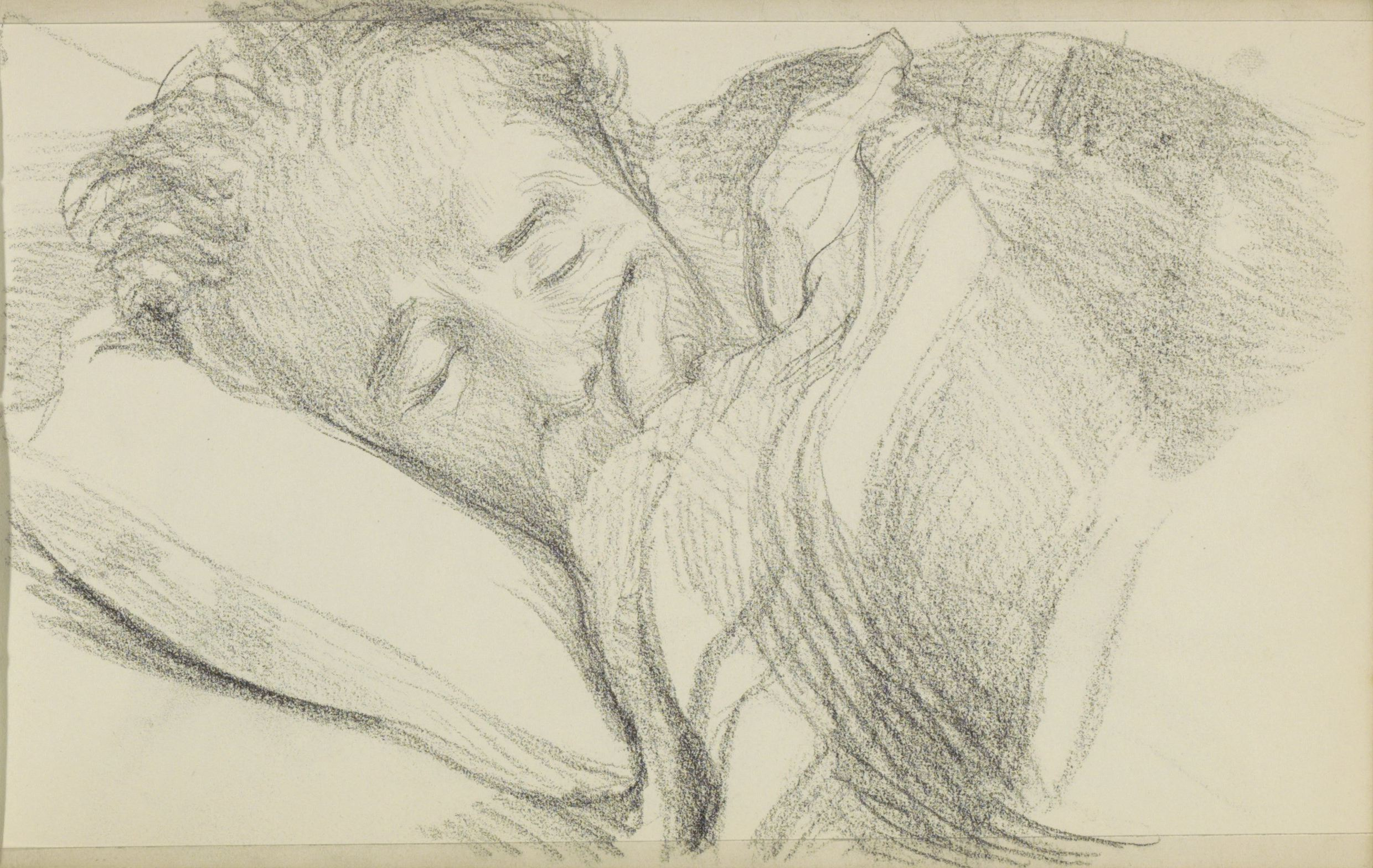
Alphon Grandmont, schlafend im Bett
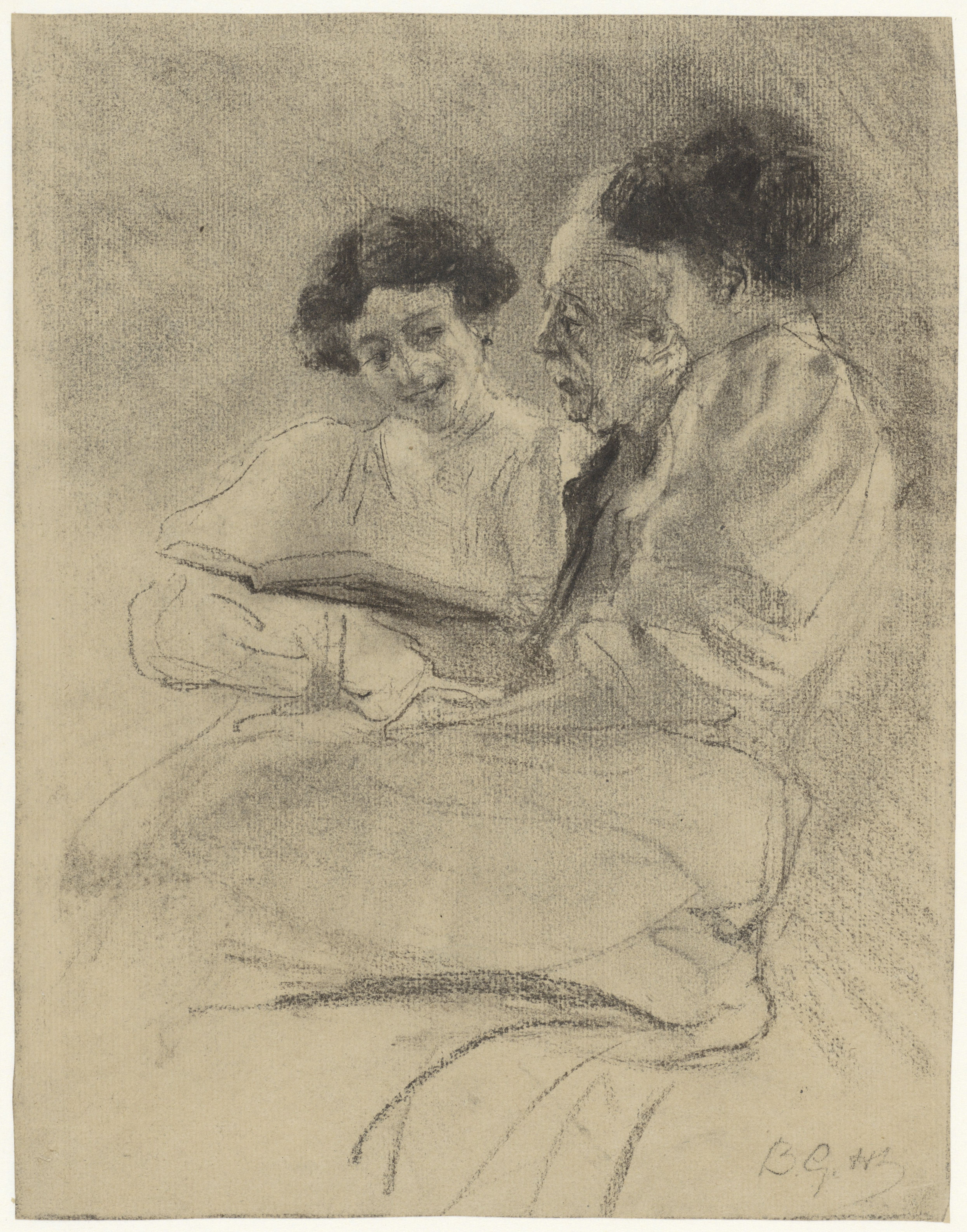
Alphons Grandmont

## Ausstellungen
1880 bis 1903 nahm sie an Ausstellungen in Amsterdam, Rotterdam und Den Haag teil. Außer in Holland stellte sie 1883, 1888 und 1901 im Münchener Glaspalast aus, bei der Sezession 1893 und 1896, bei der Internationalen Großen Kunstausstellung in Berlin 1891 und 1899, bei der Société des Artistes Français in Paris 1887, im Künstlerhaus Wien 1894 und 1898 in Taormina und wurde mehrfach prämiert.
Auswahl:
- 1888: Internationale Jubileum-Tentoonstelling, Glaspalast München,[5] in der Hubrecht neben dem Porträt von Frans Cornelis Donders ein Bildnis einer alten Frau und eines halbwüchsigen Jungen ausstellte[7] und mit einer Gold- und Silbermedaille ausgezeichnet wurde[8]
- 1891: Internationale Kunstausstellung des Vereins Berliner Künstler[9]
- 1892: Internationale Kunstausstellung, Glaspalast München[8]
- 1895: Tentoonstelling van kunstwerken van Levende Meesters (Ausstellung von Kunstwerken lebender Meister)
- 1898: Nationale Tentoonstelling van Vrouwenarbeid, Den Haag[3]
- 1903: Tentoonstelling van kunstwerken van Levende Meesters (Ausstellung von Kunstwerken lebender Meister)
- 1911: Exposizione Internazionale di Roma, Mostra di Belle Arti Sezione Olandese[1]